# Grzegorz Ciechowski
Grzegorz Zbigniew Ciechowski, né le 29 août 1957 à Tczew en Pologne et mort le 22 décembre 2001 à Varsovie, est un musicien et compositeur polonais.

## Biographie
Il a 2 sœurs prénommés Aleksandra née en 1954 et Malgorzata née en 1966. Il souffre de malformations congénitales cardiaques non-détectées dès la naissance
Le 22 décembre 2001, Grzegorz Ciechowski meurt d'une crise cardiaque à 44 ans. Avant de mourir, il a rédigé un testament. Le 4 Janvier 2002, il est incinéré. Sa dépouille mortelle repose au Cimetière de Powązki

## Discographie
- avec le groupe Republika de 1981 à 1986, et de 1990 à 2001
  - Album
    - 1983 - Nowe sytuacje
    - 1984 - 1984
    - 1984 - Nieustanne tango
    - 1991 - 1991
    - 1993 - Siódma pieczęć
    - 1995 - Republika marzeń
    - 1998 - Masakra
    - 2002 - Ostatnia płyta

  - Album live
    - 1993 - Bez prądu
    - 2002 - Republika
    - 2004 - Największe przeboje
    - 2007 - Trójka Live!

  - Compilation
    - 1993 - 82-85
    - 1999 - Biała flaga -  Or
    - 2003 - Komplet

  - DVD musicaux
    - Republika -  Or
- avec le groupe Obywatel GC de 1986 à 1992
  - Album
    - 1986 - Obywatel G.C.
    - 1988 - Tak! Tak!
    - 1989 - Citizen G.C.
    - 1989 - Stan strachu
    - 1992 - Obywatel świata
    - 1993 - Selekcja
    - 2007 - Gwiazdy polskiej muzyki lat 80.

## Compositeur
- Moja krew pour Justyna Steczkowska
- pour Kasia Kowalska
- pour Mona Mur
- Stan Strachu de Janusz Kijowski - musique de film
- Wiedźmin de Marek Brodzki - musique de film
- Schloß Pompon Rouge - Série télévisée allemande

## Récompenses et Distinctions
- Prix Fryderyk, 11 récompenses et 24 nominations
- Paszport Polityki, catégorie Scène, en 1996